# Amamibalcis
Amamibalcis is een geslacht van weekdieren uit de klasse van de Gastropoda (slakken).

## Soorten
- Amamibalcis comoxensis (Bartsch, 1917)
- Amamibalcis conspicuus (Golikov, 1985)
- Amamibalcis flavipunctata (Habe, 1961)
- Amamibalcis gracillima (G. B. Sowerby II, 1865)
- Amamibalcis yessonensis Rybakov & Yakovlev, 1993